# Клеандрид
Клеандрид — спартанский эфор в 446 году до н. э., отец Гилиппа.
Во время Малой Пелопоннесской войны был отправлен вместе с войском царя Плистоанакта в Аттику. Спартанцы вторглись в Аттику. Согласно Плутарху, Плистоанакт пользовался советами главным образом Клеандрида. Узнав об этом, афинский стратег Перикл вступил в тайные переговоры с Клеандридом, подкупил его и убедил отступить. На родине Клеандрида за отступление приговорили к смертной казни, и он бежал из Спарты. Затем он поселился в Фуриях и принимал участие в борьбе этого города с луканцами.
У него был сын Гилипп, позднее ставший видным полководцем, внёсшим свой вклад в победу над афинянами на Сицилии.